# Aquicludo
Aquicludo é uma formação geológica com baixíssima permeabilidade. Armazena água subterrânea, mas não permite seu fluxo de forma significativa. Difere-se dos aquíferos, que permitem o fluxo livre da água, e dos aquitardos, que a transmitem lentamente.

### Definição
Um aquicludo é uma formação geológica saturada que possui permeabilidade extremamente baixa, impedindo o fluxo significativo de água subterrânea através dela. Embora possa armazenar água devido à sua porosidade, não a transmite. Um material típico da composição de aquicludos é a argila. Devido à sua baixa permeabilidade, os aquicludos não são fontes viáveis para extração de água. A água armazenada nesses materiais não pode ser facilmente recuperada, impossibilitando a exploração econômica.
É difícil distinguir os aquicludos dos aquitardos, devido à dificuldade de se realizar medições de permeabilidade em materiais tão densos. Além disso, pesquisas se concentram mais em aquíferos de alto rendimento e reservatórios permeáveis a petróleo e gás.

### Importância
Na hidrogeologia, os aquicludos desempenham um papel crucial ao confinar aquíferos, funcionando como barreiras naturais que limitam o movimento da água subterrânea. Essa característica é essencial para a formação de aquíferos confinados e para a proteção contra a contaminação de águas subterrâneas. Entretanto, a presença de fraturas ou falhas pode comprometer sua função como barreira, permitindo a passagem de contaminantes.